# محله های ارومیه

ارومیه

محله‌های ارومیه یا محلات ارومیه یا محله‌های قدیمی ارومیه (به ترکی آذربایجانی: اورمیه محله‌لری) در زمان‌های مختلف افزایش یافته و امروزه ده‌ها محله قدیمی و جدید در این شهر وجود دارد.

## محله‌های قدیمی و اصیل ارومیه

### تندیرچیلر
تندیر در زبان ترکی یعنی تنور که با اضافه شدن پسوند شغل‌ساز «چی» و پسوند جمع «لَر» (تندیرچیلر) به معنی تنورسازان است. تندیرچیلر نام محله‌ای قدیمی واقع در خیابان منتظری است که نام خود را بواسطهی وجود تنورسازانیست که دیرباز در این محله مشغول ساخت تنورهای سنتی هستند.
باوجود کسادی بازار تنورهای سنتی به دلیل افزایش نانوایی‌های مدرن، هنوز هم برخی کارگاه‌ها در این محله با ادامه شغل گذشتگان خود نام تندیر و تندیرچیلر را در این شهر زنده نگه داشته‌اند.

### وکیل‌باشی
در دوره قاجار، وکیل‌باشی یکی از درجات نظامی بود که در درجات فعلی معادل گروهبان یکم است. در این محله مسجدی نیز با همین نام (مسجد وکیل باشی) وجود دارد که گفته می‌شود که بانی این مسجد نیز فردی بنام وکیل‌باشی بوده است؛ در اورمیه کوی دیگری با نام «امیرتومان» (کوی مسجد مناره) وجود دارد که از درجات نظامی و افرادی با این نام گرفته شده است.

### تمدن کوچه‌سی
یکی دیگر از کوچه‌ها و محلات قدیمی ارومیه «تمدن کوچه‌سی» (کوی تمدّن) واقع در خیابان کاشانی، روبروی اداره دارایی است که به واسطه سکونت «محمد تمدن»، نویسنده، ادیب و چاپخانه‌چی بزرگ اورموی در آن، به این نام مشهور شده است.
برخی آثار منتشر شده محمد تمدن عبارتند از: دیوان طرزی افشار (از شعرای مشهور اورموی)، محرم‌نامه و نوروزنامه، ایران در جنگ بین‌الملل اول یا تاریخ رضائیه، اون بئش حکایت (به زبان ترکی)، قصه محمود رامیان و علاءالدین تکش
محمد تمدن (۱۲۶۷–۱۳۵۶ ه‍.ش) پس از گذشتن از فراز و نشیب‌های زندگی و انجام خدمات شایسته در زمینه‌های مختلف فرهنگی، اجتماعی و سیاسی در تاریخ ۲۹ مهر پنجاه و شش درگذشت و در باغ رضوان اورمیه و در آرامگاه خانوادگی به خاک سپرده شد.

### جارچی‌باشی
جارچی با ریشه ترکی، در زبان‌های ترکی و فارسی کسی را گویند که مطل یا حکمی را با صدای بلند به گوش مردم می‌رسانده است.
جارچی‌باشی نیز نام محله‌ای قدیمی در ارومیه است که امروز در خیابان باکری قرار دارد و دلیل نامگذاری این نام نیز به واسطه سکونت جارچی‌باشی یا جار زدن جارچی‌ها در این منطقه از شهر بوده است.
متأسفانه آثار تاریخی‌ای چون میدان توپخانه، سربازخانه و عمارت ارک ارومیه و همچنین قبرستانی قدیمی در این محله در گذشته، تخریب شده است. میدان توپخانه و سربازخانه در حوالی بیمارستان عارفیان قرار داشت.

### شورشورا
شورشورا در ترکی به محلی می‌گویند که آب نهر یا رودخانه به صورت آبشار مانند به سطحی پایین‌تر سرازیر می‌شود، به واسطه وجود چنین مکانی در این محله، این منطقه از شهر را «شورشورا» می‌گفتند. امروزه نیز این محله با همین نام خطاب می‌شود، خاطرنشان می‌شود محله شورشورا در خیابان منتظری فعلی واقع شده است و از مشخصه‌های این محله کوچه‌پس‌کوچه‌های کم‌عرض و باریک و دراز است که قدم زدن در آنها حال و هوای دیگری دارد.

### بازارباش
این محله به دلیل نزدیکی به بازار تاریخی ارومیه که در بین اهالی اورمیه «اوستو اؤرتولو بازار» گفته می‌شود، به «بازارباش» معروف شده است.
همچنین بازارباش قبل از تخریب دروازه‌های ارومیه در دوران پهلوی و تبدیل آنها به میدان، نام یکی از دروازه‌های شهر بود. در این محله و در خود میدان مسجدی نیز بدین نام وجود دارد و ناگفته نماند که نام مسجد اعظم نیز قبل از تغییر نام به مسجد اعظم، «بازارباش» نام داشت.

### آغداش
یکی دیگر از محلات قدیمی ارومیه که در خیابان طالقانی قرار دارد، محلهٔ «آغداش» می‌باشد که نام خود را از یکی از طوایف ترک افشار یعنی «افشار آغداشلی» (آغداشلو)، گرفته است. کوچه‌های منحصربه‌فردی چون «مهدی چوخورو» که از سطح خیابان پایین‌تر هستند به محله جلوه خاصی داده است.
تا قبل از احداث خیابان فعلی طالقانی، این محله به محله «درویشلر» متصل بود. قبرستان قدیمی این محله نیز در دوره پهلوی تخریب شده است.

### درویشلر
این محله که در نزدیکی آتش‌نشانی بزرگ شهر و در خیابان مجاهد قرار دارد، به واسطه سکونت دراویش مشهور شهر در این منطقه از شهر به «درویشلر کوچه‌سی» مشهور شده است. در گذشته اکثر درویش‌های شهر در این محله زندگی می‌کردند که از مشهورترین آنها می‌توان به درویش محسن، درویش فرج و درویش حسن اشاره کرد.
بافت قدیمی محله به مانند سایر محلات قدیمی شهر، بدون برنامه و توجه به بافت قدیمی شهرها و اصول شهرسازی در چنین محلاتی به مرور از بین رفته و آپارتمانهای کوچک و بزرگ جای آنها را می‌گیرند.

### نووگئچر
محلهٔ «نوو کئچر» که در ارومیه «نوو گئچر» تلفظ می‌شود، یکی از محلات قدیمی ارومیه است که امروزه نیز نام و نشانه‌های قدیمی بودن خود را تا حدودی حفظ کرده است.
نوو کئچر از دو کلمهٔ ترکی «نوو» و «کئچر» تشکیل شده است. نوو، به معنی محل تقسیم و انتقال آب است (ناودان نیز از همین ریشه است) کئچر نیز به معنی محل عبور است که در گذشته آب بخشی از شهر، از «گؤل اوستو» به سمت «نوو کئچر» سرازیر و از آنجا از طریق کانال‌هایی موسوم به «نوو» به مناطق مختلف تقسیم می‌شد؛ اکنون نیز در برخی خانه‌های قدیمی این نووها وجود دارد و مکان فعلی این خیابان حافظ و در امتداد میدان گؤل اوستو می‌باشد.

### یئددی دَییرمان
یئددی در زبان ترکی یعنی هفت و دَییرمان (تلفظ قدیمی: دَگیرمان) به معنی آسیاب می‌باشد. یئددی دَییرمان نام محله‌ای قدیمی است که در خیابان مدنی فعلی قرار دارد که در گذشته به واسطهٔ وجود ۷ آسیاب در این منطقه، این محله به یئددی دَییرمان مشهور شده است. اسامی قدیمی محلات ارومیه در تابلوهایی مخصوص در ورودی محلات نصب شده است امّا همه آسیاب‌های این محله از بین رفته‌اند. اما می‌شود با ساخت اِلِمان آسیاب و حفظ بافت قدیمی این محله به صنعت گردشگری اورمیه نیز رونق بخشید چرا که اگر بافت قدیمی و تاریخی محلات قدیمی و آثار تاریخی اورمیه حفظ می‌شد، هم‌اکنون ارومیه یکی از شهرهای مهم تاریخی و گردشگری به حساب می‌آمد.

### دوه‌چیلر
یکی دیگر از محلات قدیمی شهر، محلهٔ «دوه‌چیلر» است که امروزه اگر تابلو محلات قدیمی شهر وجود نداشت، کمتر کسی از وجود چنین محله‌ای در ارومیه خبر داشت. دَوَه در زبان ترکی به معنی شتر و «چی» نیز پسوند شغلی و «لَر» نیز پسوند جمع است.
در گذشته هنگامی که دوه‌چی‌ها شترهای خود را از محله خارج می‌کردند، کودکان در محل عبورشان صف می‌کشیدند تا عبور کاروان شترها را تماشا کنند و از این کار لذت بسیاری می‌بردند. این کار یکبار موقع خروج از محله انجام می‌شد و بار دیگر هنگام خروج و بازگشت از چراگاه.
مکان فعلی این محله پشت خیابان پزشکیان و جنب محلهٔ «تندیرچیلر» می‌باشد.

### باغمئشه
باغمئشه، نام قدیمی محله «بنی‌هاشم» یا «شاهرخ‌آباد» آباد می‌باشد. که از پل آذربایجان در اتوبان خاتم‌الانبیا شروع شده و تا مصلای بزرگ شهر ادامه داشت. در ترکی به مسیر یا محلی که درختان بزرگ گردو و توت و … در کنار باغات وجود داشته باشد، «باغمئشه» (نوشتار فارسی: باغمیشه) گفته می‌شود. امروزه نیز در بخشی از خیابان بنی‌هاشم چندین باغ پابرجاست اما به مرور تخریب و تبدیل به کوچه می‌شود.
شاهرخ‌آباد نیز نام خود را از خیّری بنام دکتر «شاهرخ افشار» گرفته است که در روبروی مسجد تاریخی سردار داروخانه داشت و اهالی بسیاری را در محله باغمئشه صاحب مِلک کرده است.

### یوردشاه
محله یوردشاه (یوردشاهی) واقع در میدان ایالت که بیشتر کاربری نظامی و قدرت سیاسی در ارومیه داشت در جنوب غربی ارومیه قرار دارد. نام این محله در زمان شاه عباس صفوی به یوردشاه تغییر یافت، محله یوردشاه از بزرگ‌ترین و مهم‌ترین محلات شهر به حساب می‌آمد که با احداث خیابان اصلی کنونی در سال ۱۳۰۷. ش به دو قسمت تقسیم شد، اکثریت ساکنان این محله از طبقه مرفه و مسلمانان شیعه بودند که در دوره قاجار میسیونرهای خارجی بیشتر در این محله فعالیت‌های فرهنگی و سیاسی داشتند.
گفتنی است محله‌های نوو کئچر، مهدی القدم، عسگرخان، بازارباش و محله کوچک دلگشا محله‌های پیرامون این محله را تشکیل می‌دهند.
در گذشته و در دوران قاجار، نام میدان انقلاب فعلی (یکی از دروازه‌های شهر) دروازه یوردشاه بود.

### بابایئو کوچه‌سی
جزو معدود محلات و مکان‌هایی که در ارومیه ناشناخته مانده است کوی بابایف (نوشتار ترکی: بابایئو) می‌باشد، این کوچه (محله کوچک) که در انتهای کوی مسجد سردار، سمت راست، قرار دارد، نام خود را از یکی از خاندان اصیل اورموی یعنی خانواده کامکار گرفته است.
در اواخر دوره قاجار و اوایل دوره پهلوی، «محمدباقر کامکار» و «قاسم کامکار» دو برادر مشهوری بودند که برای تجارت به کشورهای همجوار خصوصاً شوروی آن زمان می‌رفتند. حاج قاسم کامکار در جوانی فوت می‌شود، امّا محمدباقر همچنان کار تجارت را رها نمی‌کند. ترددهای متعدد محمدباقر به شوروی باعث می‌شود تا در آنجا به وی لقب «بابایئو» داده شود، چنانچه در شهر خود نیز بدین نام مشهور می‌شود و به مرور محله سکونت این خانواده نیز به کوی بابایف (بابایئو کوچه‌سی) مشهور می‌شود؛ امروزه نیز این کوچه وجود دارد و قدیمی‌های اورمیه این نام را به خاطر می‌آورند.

### عسگرخان
محله قدیمی عسگرخان که زمانی یکی از دروازه‌های مهم شهر با همین نام در این منطقه از شهر قرار داشت، امروزه نیز با همین نام مشهور است.
این محله (در نزدیکی گؤل اوستو و قبرستان تاریخی قره‌صاندیق) نام خود را از یکی از سرداران طایفه ترک افشار و اولین سفیر ایران در فرانسه یعنی «عسگرخان» گرفته است.

### دره‌چایی
محله قدیمی دوه‌چیلر که در دو طرف نهری با همین نام قرار گرفته است، نام خود را نیز از همین نهر می‌کند گرفته است؛ این نهر که امروزه به صورت کانال آب هنوز هم زنده است، در گذشته بسیار خروشان و پرآب بود و به آن «داش‌قاپان» می‌گفتند، محله دره‌چایی در خیابان مدرس قرار دارد. امروزه خانه‌ها و عمارتهای قدیمی و کوچه‌های باریک و نوستالژیک این محله به آپارتمان و خیابان جای داده و چهره بیگانه‌ای به خود گرفته است.

### شهرچایی
شهرچایی علاوه بر اینکه نام یکی از رودخانه‌های معروف ارومیه است، همچنین نام قدیمی خیابان کاشانی نیز می‌یاشد؛ این خیابان که به داشتن چنارهای سر به فلک کشیده و دلربا مشهور بود، در دورهٔ قاجار «اردشیرخانی» و در دورهی پهلوی «زنگنه» نام داشت، اما همیشه به واسطه نزدیکی به این رودخانه، نام شهرچایی را یدک کشیده و این نام را زنده نگه داشته است.
اگر چنارها و عمارت‌ها و خانه‌های قدیمی و تاریخی این خیابان تا امروز حفظ شده و پابرجا بود، یکی از خیابان‌های دیدنی و بی‌همتای ارومیه می‌شد.
عمارت تاریخی «مجیدی افشار» (جنب اداره بهداشت) و برخی چنارهای باقیمانده یادگار آن دوران است.

### دیک‌قالا
دیک‌قالا، امروزه نام محله‌ایست که خیابان شیخ شلتوت واقع شده است. نام این محله در تابلوها و اتوبوس‌های محلی دیگاله نوشته شده است و در سال‌های اخیر نیز خیابان منتهی به این محله، «گلستان» نامگذاری شده است.
طبق گفته مردم این محله (که قبلاً یکی از روستاهای همجوار شهر بود)، در گذشته در این محله تپه‌ای با قلعه، وجود داشت که ارباب روستا کل تپه را برداشته و زمین را صاف و هموار کرده است.
دیک در زبان ترکی یعنی عمودی و قالا نیز از مصدر قالاماق یعنی قلعه و امروزه مردم ارومیه این محله را «دییه‌لر» تلفظ می‌کنند.
اخیراً نیز پارک «جویزلی باغ» نیز در محلهٔ دیک‌قالا افتتاح شده است.

### دوققوز پله
دوققوز پله به دلیل قرار داشتن یخچالی (یخچال دوققوز پله) با همین نام در میدان دوققوز پله فعلی است. به این یخچال در ارومیه بوزخانا گفته می‌شود.
نامگذاری این یخچال‌ها، یا چشمه‌ها و محل نگهداری آب نیز بعضاً بر اساس تعداد پله‌های آن بود.
دوققوز پله در نزدیکی محله قدیمی عسگرخان و در کنار نهر کوچکی به نام دره چایی قرار دارد که البته محله‌ایی نیز به همین نام در آن نقطه از شهر موجود است.
دوققوز در ترکی به معنای ۹ است که عدد ۹ در ترکی جزو اعداد مقدس و معنی دار است که در بسیاری از آثار باستانی آذربایجان به عدد ۹ برمی‌خوریم. تا قبل از گسترش شهر به صورت فعلی، اهالی ارومیه از این یخچال به عنوان محل نگهداری یخ استفاده می‌کردند.

### عسگرآبادی
یکی از خیابان‌ها و محلات قدیمی ارومیه که هنوز هم قدیمی‌های ارومیه آن را با نام قدیمی خطاب می‌کنند، خیابان «عسگرآبادی» می‌باشد که نام فعلی آن خیابان «بعثت» است.
این خیابان نام خود را از «میرزا علی‌آقا عسگرآبادی» گرفته است.
میرزا علی‌آقا عسگرآبادی که پدرش از واعظان بنام ارومیه بود در قریه عسگرآبادی در سال ۱۲۸۲ به دنیا آمده است.

### طرزی افشار
در مجاورت خیابان خیام جنوبی فعلی قرار دارد. «طرزی افشار»، از جمله مشاهیر فرهنگی آذربایجان و ارومیه در عهد شاه صفی و شاه عباس دوم صفوی می‌باشد که زادگاهش همین طرزیلوی افشار اورمیه یا به عبارتی دیگر قهوه‌قاباغی بوده و در دربار صفوی اقامت داشت. دیوان کامل طرزی افشار به همت محمد تمدن در سال ۱۳۰۹ شمسی چاپ و در سال ۱۳۳۸ بار دیگر تجدید چاپ گردید.

### آلتمیش تنف
محله آلتمیش تنف، نام خود را بر اساس مساحت و هکتار زمین‌های کشاورزی در گذشته گرفته است و خیابان‌های ورزش و سلطانی و اطراف آن را شامل می‌شود. سالن مشهور الغدیر (دورنالار یوواسی) در محله آلتمیش تنف احداث شده است.

### طرزیلو افشار
طرزیلو افشار، محله‌ای که سابقاً روستایی بیش نبوده که با بزرگ شدن شهر اورمیه به شهر چسبیده است. این محله از شمال با بلوار فرهنگیان، خیابان عطار و خیابان احسان، از شرق با بلوار آهن دوست و بزرگراه دکتر باهنر، از جنوب با خیابان جامجم و از غرب با خیابان موسوی و خیابان صفا محدود شده است. طرزی افشار یکی از شعرای اورموی، در (روستای) طرزیلوی افشار (شهرک وحدت؟) متولد شد اشت.

### قهوه قاباغی
قهوه قاباغی که در شمال غربی ارومیه واقع شده در مجاورت نهر طرزیلو چای به نوعی ورودی محله طرزیلو محسوب می‌شود که در محل روستای تاریخی طرزیلو افشار به همین نام مشهور گردیده است. قه فه قاباغی همان محوطه میدانی شکل ورودی طرزیلو از طرف بلوار فرهنگیان است که در طول سالیان با قهوه‌خانه‌هایش، محلی برای امرار معاش دست فروشان و استراحت گاهی برای کارگران و صنعتکاران بود که در اوقات فراغت با نغمه و ساز آشیق‌های محلی خستگی را از تن بدر کرده و ساعاتی را به خوشی می گذرانیدند.
اولین و مشهورترین این قهوه‌خانه چی‌ها شخصی به نام «رضا قهوه‌چی» از اهالی قدیم روستای طرزیلو افشار بود که از پنجاه سال پیش قهوه‌خانه اش در این مکان دایر و تا ده پانزده سال پیش پذیرای رهگذران بود. این قهوه‌خانه درست در مجاورت نهر طرزیلو و در سمت چپ ورودی میدان قرار داشت. نام قه فه قاباغی نیز برگرفته از همین قهوه‌خانه آقا رضا قهوه‌چی بود که صدای ساز آشیق‌ها و بوی کباب کوبیده و دل جگرش از جمله خاطرات نوستالژیک قفهوه قاباغی است.
بعد رضا قهوه‌چی، قهوه‌خانه‌های فرزنده و احمد نیز از دیگر قهوه‌خانه‌هایی دایر در کنار نهر طرزیلو چای و در مجاورت «باغچاباشی» بودند، هر چند که شهرت و آوازه رضا قهوه‌چی را نداشتند.

### باغچاباشی
باغچاباشی دقیقاً در محل خیابان کشاورز بالاخص پارک وسیعی که امروز با نام فرهنگ نامگذاری شده است قرار داشت. همین پارک محل باغ سیبی بزرگ بود که چهل سال قبل با گسترش شهر و خیابان کشی برای تنها شهرک اورمیه یعنی شهرک فرهنگیان، درختانش قطع و قسمتی از آن تبدیل به فضای سبز و خیابان و مابقی به واحدهای مسکونی تبدیل گشت. هم‌اکنون نیز ساکنان قدیمی در مجاورت پارک فرهنگ و راننده‌های تاکسی، خیابان کشاورز تا سه راه جنوبی شهرک فرهنگیان را با عنوان و نام اصیلی‌اش یعنی «باغچاباشی» می‌شناسند.

### ارشلو
محله ارشلو (به ترکی آذربایجانی: اَرَشلی) که امروز در نزدیکی اتوبان والفجر و خیابان میثم قرار دارد نام خود را از از نام طوایف ترک افشار ارشلو گرفته است.
این محله قبلاً روستا بوده و با گسترش شهر، به یکی از محلات ارومیه تبدیل شده است.

### موتورباشی
موتورباشی که امروزه در ابتدای خیابان ابوذر و نزدیکی پل توپراق قلعه قرار دارد نام خود را بوساطه وجود موتور آبی که بر روی چاه عمیقی واع در این مکان قرار داشته به دست آورده است. این محله نیز قبلاً جزئی از روستای بزرگ توپراق قلعه (به ترکی: توپراق‍قالا) بشمار می‌آمد.
محله موتورباشی در شمال شهر قرار دارد. برخلاف اکثر شهرها، شمال شهر ارومیه جزو مناطق کم‌برخوردار می‌باشد و مناطق ثروتمند در جنوب شهر قرار دارند.

### سویوق‌بولاق
سویوق‌بولاق که امروزه به صورت میدان می‌باشد قبلاً جزو دروازه‌های شهر بوده و اکنون در وسط شهر قرار دارد و بخشی از مرکز شهر ارومیه است.
این میدان در نزدیکی محله‌های باغمئشه و دیک‌قالا قرار داردد.

### آغاقبیری
محله آغاقبیری نام خود را از حسین عرب‌باغی اروموی گرفته است که مزارش در این محله قرار دارد. در این محله یکی از قبرستان‌های قدیمی ارومیه نیز قرار داشت که به مرور و با احداث اماکن عام‌المنفعه تخریب گردیده است.
عرب باغی، در قرن سیزدهم و چهاردهم اهل ارومیه بود. وی علوم ابتدایی را در ارومیه گذراند و سپس به مشهد عزیمت کرده و پس از هشت سال به نجف رفت. سپس به زادگاه خود مراجعت کرد.

### چاناقلی تپه
محله چاناقلی تپه که بیشتر با نام جدید شیخ تپه مشهور است در نزدیکی شهرچای ارومیه و محله‌های جدید آزادگان و بهداری و همچنین پارک جنگلی قرار دارد. در این منطقه تپه قدیمی‌ای با همین نام وجود دارد که در اثر بی‌توجهی ساختمان سازی شده است.

### اوچ گونبز

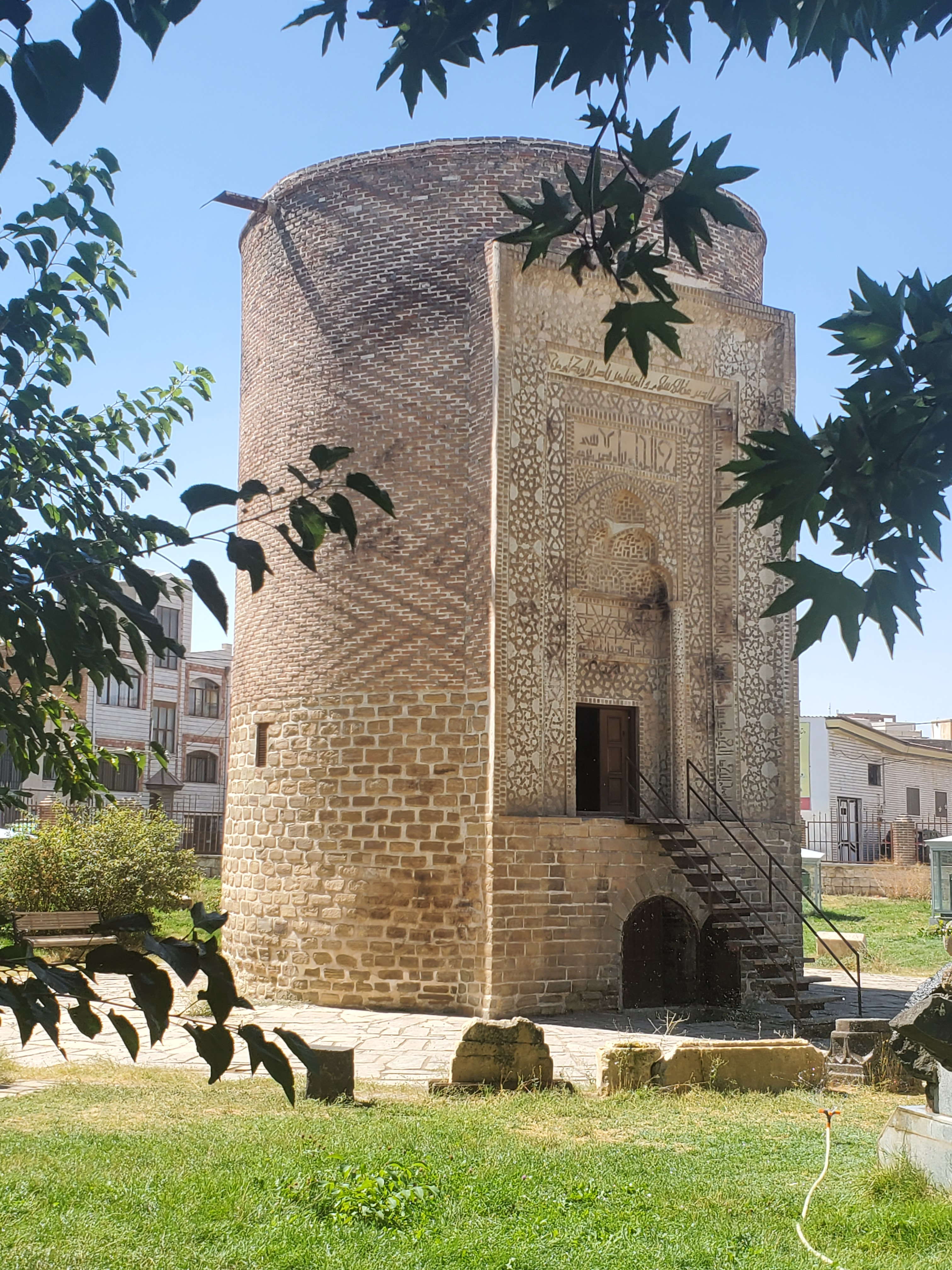
اوچ گونبز

محله اوچ گونبز یا به تلفط محلی سویوممت که در خیابان استاد برزگر (جانبازان) و راهنمایی و در نزدیکی محله بازارباش قرار دارد نام خود را از برجی به همین نام که در این منطقه از شهر وجود دارد گرفته است.
اوچ گونبز در زمینی ساخته شده که اطرافش را قبور زیادی اشغال کرده و احتمالاً زمین مزبور صحن آن بوده است که عده‌ای را پس از مرگ به‌لحاظ قدسیت محل در آنجا دفن کرده‌اند. در این صورت، قبوری که در صحن مزبور وجود دارند، مربوط به طبقه ممتاز روحانی‌ها، سرداران و تجار و اشراف است.

### دمیرچی‌خانا
دمیرچی‌خانا که امروزه به صورت بازر و محله درآمده است نام خود را از آهنگرانی که گرفته از که در بخشی از این منطقه مشغول به کار هستند. با تغییر سبک زندگی و ورود کالاهای چینی این شغل سنتی نیز با تهدیدی جدی مواجه است.

### نجارخانا
نجارخانا، نام کوچه-بازاریست که در جنب دمیرچی‌خانا قرار دارد و شغل کسبه آن فروش و تولید کالاهای چوبی کشاورزی و … است.

### دوشابچی‌خانا
در گذشته در این محله (دوشابچی‌خانا)در کارگاه‌های بزرگ و کوچکی دوشاب محلی آذربایجان (شیره انگور) تولید می‌شد و یکی از سوغاتی‌های مهم ارومیه بشمار می‌رفت. امروزه از این کارگاه‌ها و فقط یک مورد باقیمانده است و اکثراً به مغازه تبدیل شده و کالاهای مصرفی و ترکیه‌ای بفروش می‌رشد.
این بازار یکی از مکان‌های تاریخی ارومیه می‌باشد که همان‌طور که گفته شده است قدمت آن به دوران صفویان بر می‌گردد. بازار قدیمی ۵ و نیم متر عرض و ۸۱ متر طول دارد.

### گؤل اوستو
گؤل اوستو که ما بین نووگئچر و قبرستان قاراصاندیق قرار دارد به دلیل وجود برکه ای در گذشته که جهت تأمین آب بخشی از شهر وجود داشت گرفته است.